# シーエン
シェーエン （Skien [ˈʃeː'ən] ( 音声ファイル)）は、ノルウェー・テレマルク県の県庁所在地。1838年に市となった。面積779平方キロメートル、人口55,924人（2023年）。ノルウェー第7の主要都市で、都市圏はシーエン、ポルスグラン、バンブルの3つで、人口85,000人以上となる。

## 概要

### 名前の由来
Skiða（真っ直ぐな板）という古いノース語からきている。

### 紋章
紋章は1609年から使用される物を大本としている。2本のスキー板を表している（スキーをすることとは関係がないのに、市の名前を勘違いされる原因となっている）。

## 歴史
1979年まで、シーエンは14世紀に創設されたと信じられてきた。考古学調査で板に刻んだ動物画が見つかり、それが10世紀以前のものであったことから、さらに起源がさかのぼれる可能性がある。市は、内地の農民と回船商人が出会う場所で、テレマルク地方エイドスボル特産の石材を運ぶ主要港であった。移住は11世紀に遡ることができ、ギムソイ手動院は12世紀に建てられた。シーエンは1358年に公式にデンマーク王家によって商業都市とされた。木材は最も多くをしめるシーエンの主要輸出品であった。現存する最古の建物は1150年頃建てられたGjerpen教会である。
現在の町並みが確定したのは、1886年に起きた最後の大火以後である。1964年に、近郊のソラムとGjerpenがシーエンと合併した。
2020年から2024年まで存在したヴェストフォル・オ・テレマルク県の県庁所在地であった。

## 経済
- アセア・ブラウン・ボベリ (電機機器)

## 対外関係

### 姉妹都市・提携都市
- ユフヴィ（エストニア共和国 イダ＝ヴィル県）
- ウッデヴァラ（スウェーデン王国 ヴェストラ・イェータランド県）
- モスフェットルスバイル（アイスランド共和国 大レイキャヴィーク地方）

## 交通
シーエンは2つあるテレマルク運河の終点である。ヨーロッパで運河は、鉄道ができる以前には物資、木材、旅客の輸送に用いられてきた。
シーエンは1882年にノルウェー国鉄のヴェストフォルドバネン線につながった。1919年からブラトスベルバネン線が、シーエン＝ノトッデン間に開通した。ノルウェー国鉄が現在も運営する。シーエン空港では、国内線でベルゲン、スタヴァンゲル、モルデ間がつながる。国際線ではストックホルムからの便がある。

## 観光
- テレマルク博物館

また、4つのショッピング・モールがある。

## シーエン出身の著名な人物
- ヘンリク・イプセン, 劇作家
- フローデ・ヨンセン, サッカー選手
- ルネ・ヤーステイン, サッカー選手